# Fußball-Weltmeisterschaft 2014/Chile
Dieser Artikel behandelt die chilenische Nationalmannschaft bei der Fußball-Weltmeisterschaft 2014 in Brasilien. Chile nahm zum neunten Mal an der Endrunde und zum vierten Mal an einer Endrunde in Südamerika teil. 1978, bei der letzten Endrunde in Südamerika, war Chile nicht qualifiziert.

## Qualifikation
Chile qualifizierte sich über die Qualifikationsspiele des südamerikanischen Fußballverbandes CONMEBOL
Alle neun Mannschaften, die neben Gastgeber Brasilien dem südamerikanischen Verband CONMEBOL angehören, spielten in einer einzigen Gruppenphase mit Hin- und Rückspiel gegeneinander, wobei sich für jede Mannschaft insgesamt 16 Begegnungen ergaben und an jedem Spieltag eine Mannschaft spielfrei war. Die vier bestplatzierten Teams qualifizierten sich direkt für die Endrunde der Weltmeisterschaft 2014. Chile begann die Qualifikation unter Claudio Borghi, der aber im November 2012 nach drei Niederlagen in Folge entlassen und durch den Argentinier Jorge Sampaoli ersetzt wurde, dem im März 2013 mit dem 2:0 gegen Uruguay die Wende gelang und Chile zur zweiten WM-Teilnahme in Folge führte.
Tabelle
| Pl. | Land        | Sp. | S | U | N  | Tore    | Diff. | Punkte |
| --- | ----------- | --- | - | - | -- | ------- | ----- | ------ |
| 1.  | Argentinien | 16  | 9 | 5 | 2  | 035:150 | +20   | 32     |
| 2.  | Kolumbien   | 16  | 9 | 3 | 4  | 027:130 | +14   | 30     |
| 3.  | Chile       | 16  | 9 | 1 | 6  | 029:250 | +4    | 28     |
| 4.  | Ecuador     | 16  | 7 | 4 | 5  | 020:160 | +4    | 25     |
| 5.  | Uruguay     | 16  | 7 | 4 | 5  | 025:250 | ±0    | 25     |
| 6.  | Venezuela   | 16  | 5 | 5 | 6  | 014:200 | −6    | 20     |
| 7.  | Peru        | 16  | 4 | 3 | 9  | 017:260 | −9    | 15     |
| 8.  | Bolivien    | 16  | 2 | 6 | 8  | 017:300 | −13   | 12     |
| 9.  | Paraguay    | 16  | 3 | 3 | 10 | 017:310 | −14   | 12     |

Spielergebnisse
| Datum      | Ort                  | Heimmannschaft | - | Gast        | Ergebnis  | Torschützen für Chile                                    |
| ---------- | -------------------- | -------------- | - | ----------- | --------- | -------------------------------------------------------- |
| 07.10.2011 | Buenos Aires (ARG)   | Argentinien    | – | Chile       | 4:1 (2:0) | Fernandez (59.)                                          |
| 11.10.2011 | Santiago de Chile    | Chile          | – | Peru        | 4:2 (2:0) | Ponce (2.), Vargas (18.), Medel (48.), Suazo (63./Elfm.) |
| 11.11.2011 | Montevideo           | Uruguay        | – | Chile       | 4:0 (0:0) |                                                          |
| 15.11.2011 | Santiago de Chile    | Chile          | – | Paraguay    | 2:0 (1:0) | Contreras (28.), Campos (86.)                            |
| 02.06.2012 | La Paz (BOL)         | Bolivien       | – | Chile       | 0:2 (0:1) | Aranguiz (45.+2), Vidal (83.)                            |
| 09.06.2012 | Puerto La Cruz (VEN) | Venezuela      | – | Chile       | 0:2 (0:0) | Fernandez (85.), Aranguiz (90.+1)                        |
| 11.09.2012 | Santiago de Chile    | Chile          | – | Kolumbien   | 1:3 (1:0) | Fernandez (41.)                                          |
| 12.10.2012 | Quito (ECU)          | Ecuador        | – | Chile       | 3:1 (1:1) | J. C. Paredes (25./ET)                                   |
| 16.10.2012 | Santiago de Chile    | Chile          | – | Argentinien | 1:2 (0:2) | Gutierrez (90.+1)                                        |
| 22.03.2013 | Lima (PER)           | Peru           | – | Chile       | 1:0 (0:0) |                                                          |
| 26.03.2013 | Santiago de Chile    | Chile          | – | Uruguay     | 2:0 (1:0) | E. Paredes (10.), Vargas (77.)                           |
| 07.06.2013 | Asunción (PRY)       | Paraguay       | – | Chile       | 1:2 (0:1) | Vargas (41.), Vidal (56.)                                |
| 11.06.2013 | Santiago de Chile    | Chile          | – | Bolivien    | 3:1 (2:1) | Vargas (16.), Sanchez (17.), Vidal (90.+2)               |
| 06.09.2013 | Santiago de Chile    | Chile          | – | Venezuela   | 3:0 (2:0) | Vargas (10.), Marcos Gonzalez (29.), Vidal (85)          |
| 11.10.2013 | Barranquilla (COL)   | Kolumbien      | – | Chile       | 3:3 (0:3) | Vidal (18./Elfm.), Sanchez (21., 29.)                    |
| 15.10.2013 | Santiago de Chile    | Chile          | – | Ecuador     | 2:1 (2:0) | Sanchez (33.), Medel (37.)                               |

Insgesamt wurden 38 Spieler eingesetzt. Kein Spieler kam in allen Spielen zum Einsatz. Die meisten Spiele (14 von 16) machten Torhüter Claudio Bravo und Eduardo Vargas. Bester Torschütze mit fünf Toren war Arturo Vidal. Insgesamt waren 14 Chilenen erfolgreich, hinzu kommt ein Eigentor durch Juan Carlos Paredes aus Ecuador.

## Vorbereitung
Testspiele:
- 22. Januar 2014 in Coquimbo gegen Costa Rica (4:0, Torschützen: Albornoz/13., Hernández/51. u. 54. sowie Muñoz/79.)
- 5. März 2014 in Stuttgart gegen Deutschland (0:1)
- 30. Mai 2014 in Santiago de Chile gegen Ägypten (3:2, Torschützen für Chile: Díaz/25., Vargas/60. u. 77.)
- 4. Juni 2014 in Valparaíso gegen Nordirland (2:0, Torschützen für Chile: Vargas/79. und Pinilla/82.)

## Endrunde
| Nr.        | Spieler               | Verein                  | Länderspieleinsätze | Länderspieltore | Geburtsdatum  | Spiele   | Tore     |          |          |          | WM- Teilnahmen | WM-Spiele (vor der WM 2014) | WM-Tore (vor der WM 2014) |
| Torhüter   | Torhüter              | Torhüter                | Torhüter            | Torhüter        | Torhüter      | Torhüter | Torhüter | Torhüter | Torhüter | Torhüter | Torhüter       | Torhüter                    | Torhüter                  |
| ---------- | --------------------- | ----------------------- | ------------------- | --------------- | ------------- | -------- | -------- | -------- | -------- | -------- | -------------- | --------------------------- | ------------------------- |
| 01         | Claudio Bravo         | Real Sociedad           | 79                  | 0               | 13. Apr. 1983 | 4        |          |          |          |          | 2010           | 4                           | 0                         |
| 23         | Johnny Herrera        | CF Universidad de Chile | 8                   | 0               | 9. Mai 1981   |          |          |          |          |          |                |                             |                           |
| 12         | Cristopher Toselli    | CD Universidad Católica | 4                   | 0               | 15. Juni 1988 |          |          |          |          |          |                |                             |                           |
| Abwehr     |                       |                         |                     |                 |               |          |          |          |          |          |                |                             |                           |
| 03         | Miiko Albornoz        | Malmö FFM*              | 2                   | 1               | 30. Nov. 1990 |          |          |          |          |          |                |                             |                           |
| 04         | Mauricio Isla         | Juventus TurinM         | 47                  | 2               | 12. Juni 1988 | 4        |          |          |          |          | 2010           | 4                           | 0                         |
| 18         | Gonzalo Jara          | Nottingham Forest*      | 65                  | 3               | 29. Aug. 1985 | 4        |          |          |          |          | 2010           | 4                           | 0                         |
| 17         | Gary Medel            | Cardiff City#,A         | 61                  | 5               | 3. Aug. 1987  | 4        |          |          |          |          | 2010           | 3                           | 0                         |
| 02         | Eugenio Mena          | FC Santos               | 26                  | 3               | 18. Juli 1988 | 4        |          | 2        |          |          |                |                             |                           |
| 13         | José Manuel Rojas     | CF Universidad de Chile | 19                  | 1               | 23. Juni 1983 | 1        |          |          |          |          |                |                             |                           |
| Mittelfeld |                       |                         |                     |                 |               |          |          |          |          |          |                |                             |                           |
| 20         | Charles Aránguiz      | SC Internacional        | 21                  | 2               | 17. Apr. 1989 | 4        | 1        | 1        |          |          |                |                             |                           |
| 15         | Jean Beausejour       | Wigan Athletic*         | 60                  | 5               | 1. Juni 1984  | 2        | 1        |          |          |          | 2010           | 4                           | 1                         |
| 06         | Carlos Carmona        | Atalanta Bergamo        | 45                  | 1               | 21. Feb. 1987 | 1        |          |          |          |          | 2010           | 3                           | 0                         |
| 21         | Marcelo Díaz          | FC BaselM               | 21                  | 1               | 30. Dez. 1986 | 4        |          |          |          |          |                |                             |                           |
| 19         | José Pedro Fuenzalida | CSD Colo-ColoMC         | 23                  | 1               | 22. Feb. 1985 |          |          |          |          |          |                |                             |                           |
| 16         | Felipe Gutiérrez      | FC Twente               | 18                  | 1               | 8. Okt. 1990  | 4        |          |          |          |          |                |                             |                           |
| 05         | Francisco Silva       | CA OsasunaA             | 12                  | 0               | 11. Feb. 1986 | 3        |          | 2        |          |          |                |                             |                           |
| 10         | Jorge Valdivia        | Palmeiras São Paulo     | 57                  | 4               | 19. Okt. 1983 | 3        | 1        |          |          |          | 2010           | 4                           | 0                         |
| 08         | Arturo Vidal          | Juventus TurinM         | 54                  | 8               | 22. Mai 1987  | 3        |          | 1        |          |          | 2010           | 4                           | 0                         |
| Angriff    |                       |                         |                     |                 |               |          |          |          |          |          |                |                             |                           |
| 14         | Fabián Orellana       | Celta Vigo              | 26                  | 2               | 27. Jan. 1986 |          |          |          |          |          | 2010           | 1                           | 0                         |
| 22         | Esteban Paredes       | CSD Colo-ColoMC         | 35                  | 10              | 1. Aug. 1980  |          |          |          |          |          | 2010           | 2                           | 0                         |
| 09         | Mauricio Pinilla      | Cagliari Calcio         | 26                  | 5               | 4. Feb. 1984  | 3        |          |          |          |          |                |                             |                           |
| 07         | Alexis Sánchez        | FC Barcelona            | 67                  | 22              | 19. Dez. 1988 | 4        | 2        |          |          |          | 2010           | 4                           | 0                         |
| 11         | Eduardo Vargas        | FC Valencia             | 30                  | 14              | 20. Nov. 1989 | 4        | 1        |          |          |          |                |                             |                           |

1. ↑  M = Der Verein wurde in der Saison 2013/14 Meister seines Landes, M* = Der Verein wurde in der Saison 2013 Meister seines Landes (die Saison 2014 wird während der WM unterbrochen), MC = Der Verein wurde in der Saison 2014 Meister des Torneo Clausura, A = Der Verein stieg aus der höchsten Liga des Landes ab, P = Der Verein wurde in der Saison 2013/14 Pokalsieger, * = Der Verein spielt in der zweithöchsten Liga seines Landes, # = Der Verein spielt in der höchsten englischen Liga.
2. 1 2  Angegeben sind nur die Spiele und Tore, die vor Beginn der Weltmeisterschaft absolviert bzw. erzielt wurden (Quelle, Stand 16. Mai 2014 (Memento vom 3. Juli 2014 im Internet Archive), aktualisiert nach den Spielen gegen Ägypten am 30. Mai 2014 und Nordirland am 4. Juni 2014)

### Gruppenphase
Bei der am 6. Dezember 2013 vorgenommenen Auslosung der Endrunde wurden Chile gezielt einer europäischen Mannschaft zugelost, die als Gruppenkopf gesetzt war. Wie 2010 wurden sie in die Gruppe mit Spanien gelost. Hinzu kamen die Niederlande und Australien. Gegen Australien spielte Chile auch in der Gruppenphase der WM 1974, kam dabei aber nur zu einem torlosen Remis. Drei weitere Spiele gegen die Australier wurden gewonnen. Gegen die Niederlande gab es zuvor erst ein Spiel, in der Trostrunde bei den Olympischen Spielen 1928, das 2:2 endete. Außer bei der WM 2010 spielte Chile auch bei der letzten WM in Brasilien gegen Spanien und kam in insgesamt 10 Spielen bis zur WM nur zu zwei Remis bei acht Niederlagen.
Zwei Vorrundenspielorte lagen an der Atlantikküste, Cuiabá im Landesinneren. Chile spielte vor der WM bereits mehrfach in Rio de Janeiro und São Paulo gegen Brasilien und gegen andere südamerikanische Mannschaften sowie bei der WM 1950 in Rio de Janeiro gegen Spanien, aber noch nie in Cuiabá.
Mannschaftsquartier und Trainingsstätte war das Toca da Raposa II in Belo Horizonte.
| Rang | Land        | Tore | Punkte |
| ---- | ----------- | ---- | ------ |
| 1    | Niederlande | 10:3 | 9      |
| 2    | Chile       | 5:3  | 6      |
| 3    | Spanien     | 4:7  | 3      |
| 4    | Australien  | 3:9  | 0      |

- Fr., 13. Juni 2014, 18:00 Uhr (24:00 Uhr MESZ) in Cuiabá
 Chile –  Australien 3:1 (2:1)
- Mi., 18. Juni 2014, 16:00 Uhr (21:00 Uhr MESZ) in Rio de Janeiro
 Spanien –  Chile 0:2 (0:2)
- Mo., 23. Juni 2014, 13:00 Uhr (18:00 Uhr MESZ) in São Paulo
 Niederlande –  Chile 2:0 (0:0)

Bereits nach dem Sieg (2:0) gegen Spanien, durch den der amtierende Weltmeister Spanien von der WM 2014 ausschied, stand für Chile fest, dass sie im Achtelfinale gegen eine Mannschaft der Gruppe A, d. h. gegen Gastgeber Brasilien, Kroatien oder Mexiko spielen würden.

### K.-o.-Runde
- Achtelfinale: Sa. 28. Juni 2014, 13:00 Uhr (18:00 Uhr MESZ) in Belo Horizonte
 Brasilien –  Chile 1:1 n. V. (1:1) (1:1), 3:2 i. E.

Zum dritten Mal traf Chile im Achtelfinale auf Brasilien. Das ist die häufigste Achtelfinalpaarung der WM-Geschichte. Die Bilanz gegen Brasilien vor dem Spiel war mit 7 Siegen, 13 Remis und 48 Niederlagen negativ. Auch die vorherigen WM-Spiele gegen Brasilien wurden alle verloren, zuletzt 2010 mit 0:3 im Achtelfinale.

## Sportliche Auswirkungen
In der FIFA-Weltrangliste kletterte Chile um zwei Plätze von Platz 14 auf Platz 12.